# Vladimir Melnikov
 Vladimir Melnikov (Imir Elnik)  (numele la naștere  Vladimir Nicolaevici Melnikov ) (n. 14 septembrie 1951, Cernăuți) - scriitor, compozitor, artist emerit al Ucrainei.

## Biografie
V.Melnikov din 1959 până în 1969 a studiat la a 33-a școală secundară din orașul Cernăuți. 
Din 1969-1974 a studiat la Minsk Inginerul superior Air rachete sol-aer de apărare School. În Minsk, a participat la o asociație literară sub ziarul districtului militar belarus "Pentru Gloria Patriei", unde în 1973 au apărut primele publicații poetice ale autorului. 
Din 1974 până în 1976 a slujit în districtul de apărare militară din Moscova. Din 1976 până în 1980, a servit în Grupul Forțelor de Nord (Legnica, Polonia). În 1978, pentru versuri, "Sergentul" a devenit câștigătorul celui de-al doilea premiu al concursului literar al ziarului Grupului de Forțe de Nord "Banner of Victory", dedicat celei de-a 60-a aniversări a Forțelor Armate ale URSS. 
Din 1980 până în 1982 a studiat la Kiev la Academia Militară de Apărare Aeriană numită după Alexander Vasilevsky, pe care a terminat-o cu o "medalie de aur". 
Din 1982 până în 1984 a slujit în districtul militar din Turkestan (Merv). 
Din 1984 până în 1987 a studiat la Adjunctura Academiei Militare de Apărare Aeriană, după care a obținut diploma academică de candidat la științe tehnice. Din 1987 până în 1992 a fost profesor și lector la Academia Militară de Apărare Aeriană (Kiev). În 1991 a primit diploma militară "Colonel" și titlul academic "Profesor asociat". În perioada activității științifice și pedagogice a publicat peste 100 de lucrări științifice pe un subiect special. 
Din 1992 până în 1995 a lucrat la Centrul de Verificacion al Statului Major General al Forțelor Armate din Ucraina. 
Din 1995 până în 2001 - inspector, șef inspector-șef al Grupului de inspecție pentru cooperare militară internațională a Inspectoratului Militar General sub președintele Ucrainei. La sfârșitul anului 2001, a demisionat din serviciul militar în rezervație. 
Din 2001 până în 2003, a servit în Administrația Președintelui Ucrainei ca șef adjunct al Departamentului, șef adjunct al Direcției principale de reformă judiciară, formațiuni militare și de aplicare a legii. 
Din 2003 până în 2005, a servit în administrația de stat a președintelui Ucrainei ca șef al Departamentului pentru Dezvoltare Economică. A treia clasă a unui funcționar public a fost acordată în 2003. 
Din 2005 până în prezent - activitate publică. El a primit Premiul de Stat al Serviciului de Stat Grăniceri al Ucrainei "Emerald Lyra" pentru primul loc în nominalizarea "Muzică" - 2004. Are stat și alte premii. A lucrat în aparatul Uniunii Naționale a Scriitorilor din Ucraina (2017).

## Operele științifice și literare
- 1992:  Manual educațional «Proiectarea algoritmilor matematici de funcționare a mijloacelor radioelectronice» («Проектирование математических алгоритмов функционирования радиоэлектронных средств»);[4][5]
- 2003: «Prieteni» («Друзям»);[6]
- 2007: «Ucrainenii nu sunt papuani» («Українці – не папуаси»);[7]
- 2014: «Soarta infinită» («Безмежна доля»).[8][9]

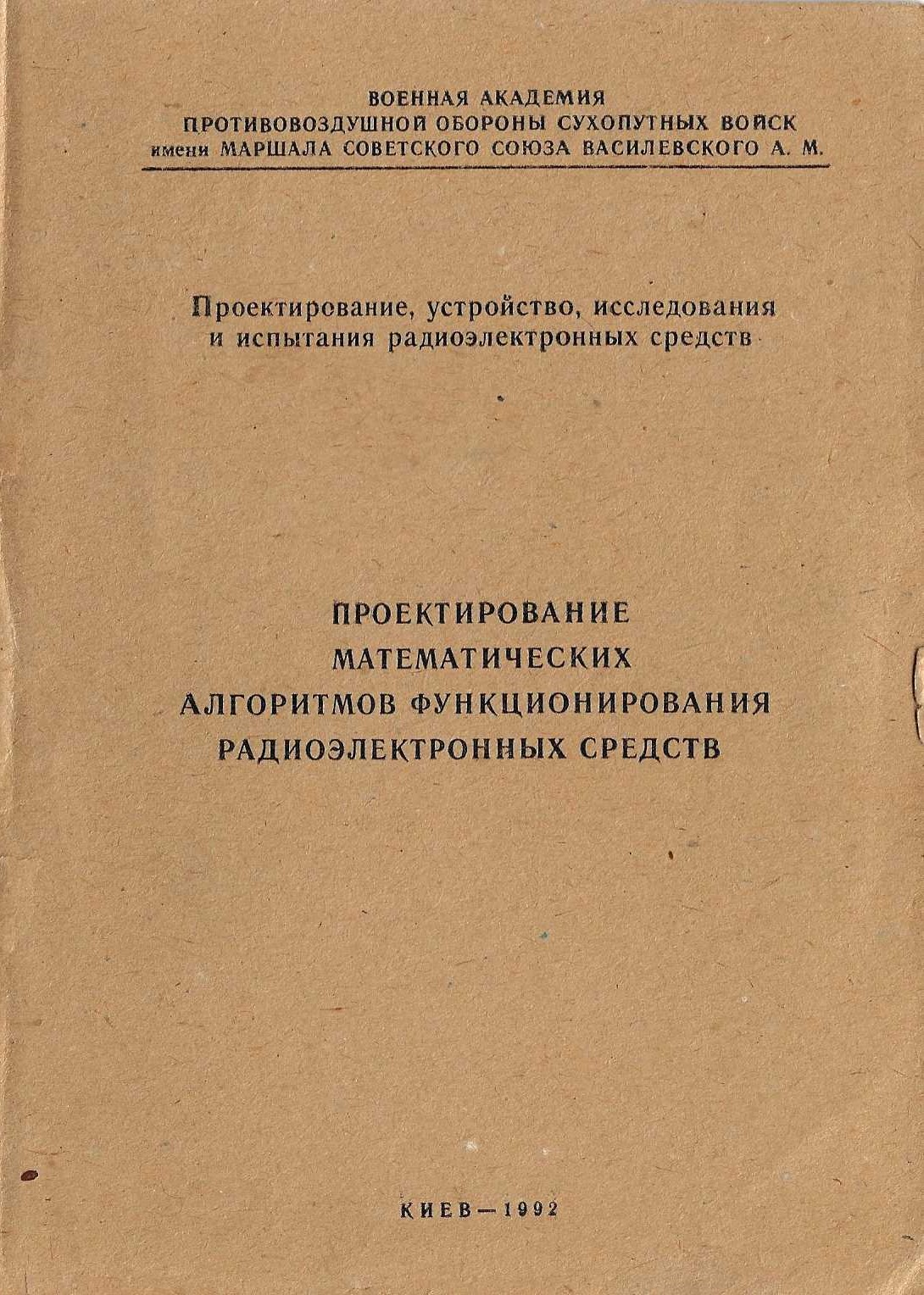
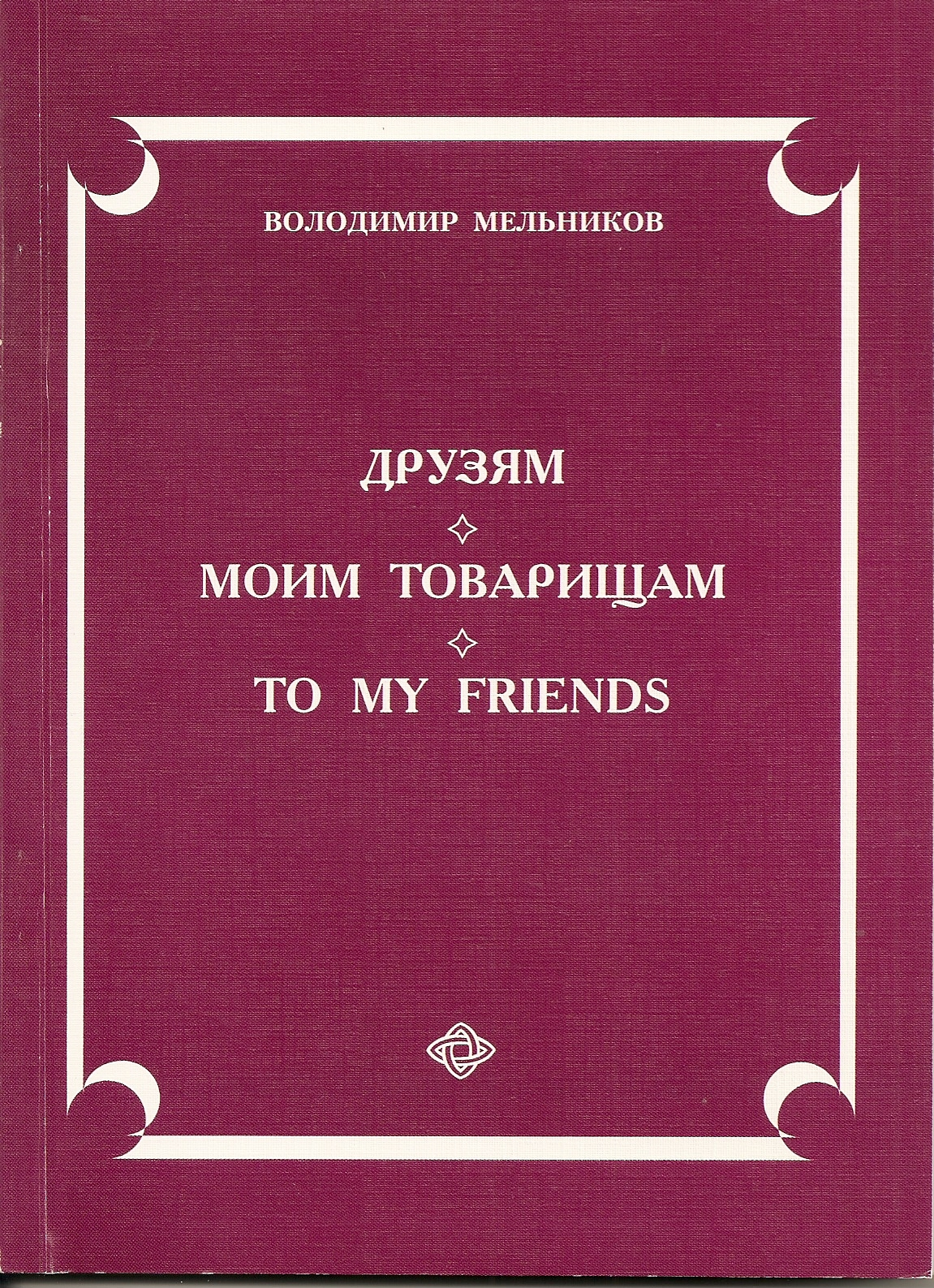
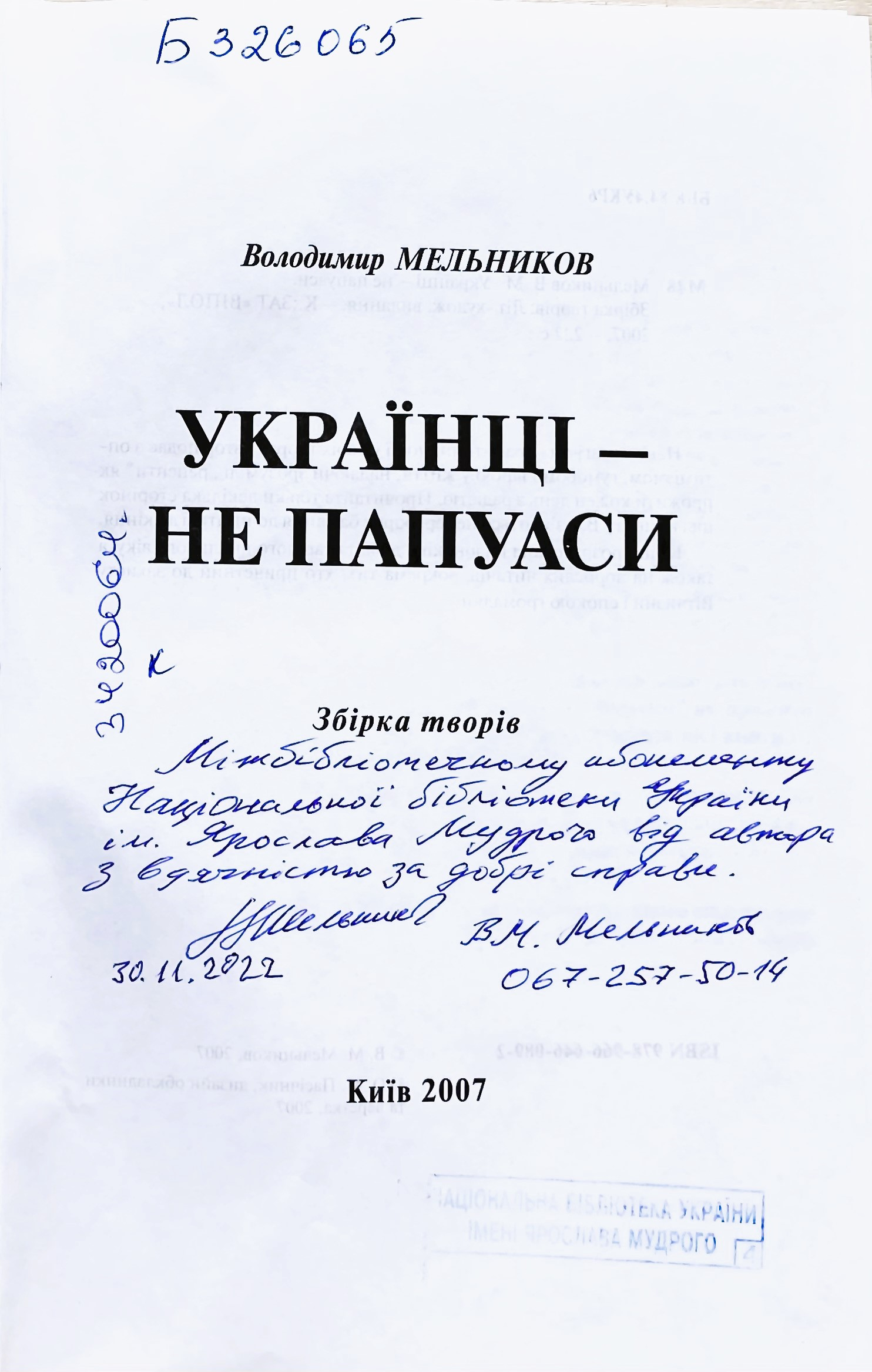
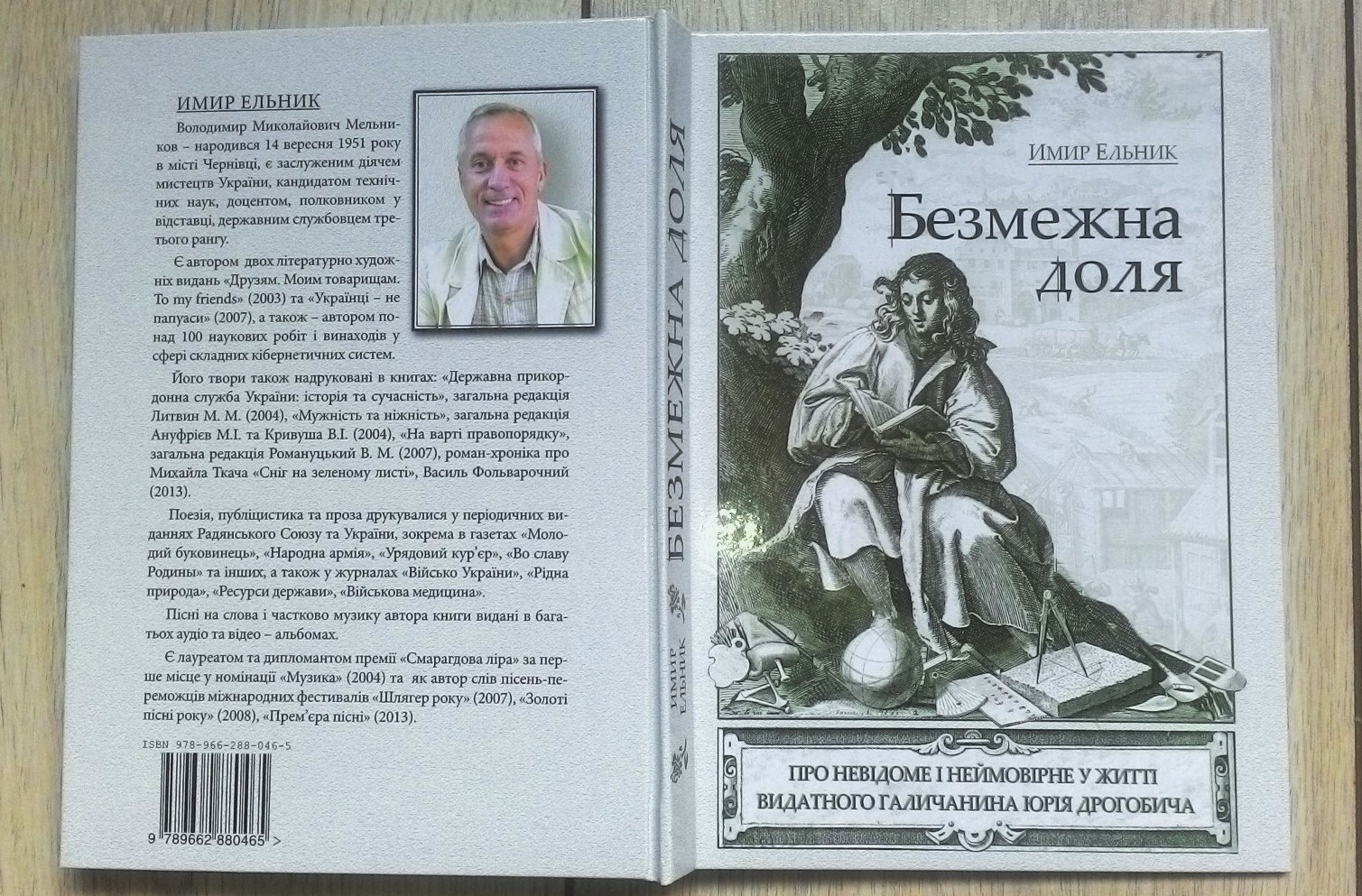
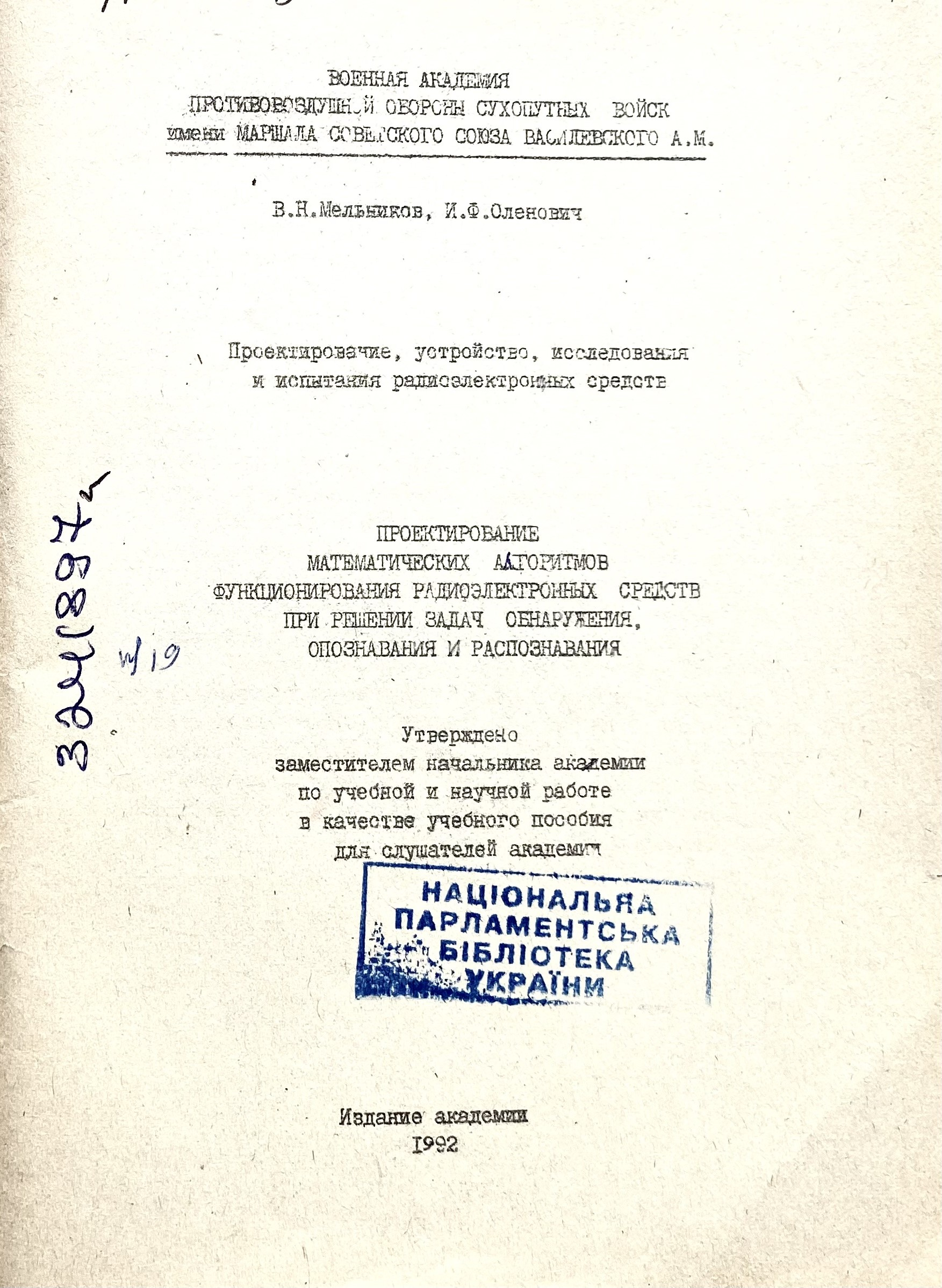

## Autorul muzicii pentru cântece
- 2001: Pacificatorii ("Миротворці");
- 2002: Jurământ nativ Ucraina ("Клятва Україні");[10]
- 2002: Balada sergentului dedicat lui Sylvester Iskulescu ("Балада про сержанта");[11][12]
- 2002: Alfa ("Альфа");[13]
- 2003: Spioanele ("Розвідники");
- 2004: Ziua Victoriei ("День Перемоги").[14]

## Poezii scrise pentru cântece
- 2003: Ziua Independenței ("День Незалежності");[15]
- 2004: Mult noroc ("Хай щастить");[16]
- 2009: Ofițeri, domnilor ("Офіцери, панове");[17]
- 2013: În Ucraina sunt îndrăgostit ("В Україну закоханий я"); [18]
- 2017: Unde tu și cu mine suntem ("Там, де ти і я").[19]
- 2018: Macara mea simte ("Мій журавлик відчуває").[20]